# 專欄作家
專欄作家是为系列出版物撰写文章的人，撰写的文章通常提供评论和观点。

## 概览
专栏出现在报纸、杂志和其他出版物中。这些文章采用特定作者撰写的短文形式，提出个人观点。专栏有时由复合体或团队撰写，以笔名或品牌名称出现。专栏作家通常每天或每周撰写专栏。有些专栏后来被收集并重印成书。
政治人物和专栏作家之间有时存在重叠。例如，鲍里斯·约翰逊在《每日电讯报》上发表专栏，当选为英国议会议员，成为伦敦市长和英国首相，被迫下台后又成为《每日邮报》的专栏作家。
在某些情况下，一个专栏可能会非常受欢迎，以至于成为扩展到整个杂志的基础。在流行文化中，专栏作家这个职业被认为是光鲜亮丽的，并且经常被用作虚构人物的职业选择。

## 外部連結
- National Society of Newspaper Columnists （页面存档备份，存于）